# Aniplex
Aniplex Inc. (株式会社アニプレックス Kabushiki-gaisha Anipurekkusu) là một công ty sản xuất và phân phối anime, âm nhạc Nhật Bản thành lập vào tháng 9 năm 1995. Công ty hiện thuộc sở hữu của Sony Music Entertainment Japan. Aniplex tham gia vào quá trình hoạch định, sản xuất và phân phối nhiều bộ anime nổi tiếng như Hagane no Renkinjutsushi, Blood: The Last Vampire, Persona 4: The Animation, Tetsuwan Birdy, Angel Beats!, Rurouni Kenshin và Charlotte. Ngoài hoạt động dưới lĩnh vực phim ảnh, Aniplex là một nhà phân phối và thu âm nhạc, bao gồm nhiều đĩa nhạc của các trò chơi video và máy tính của Sony Computer Entertainment.

## Lịch sử
Aniplex ban đầu được biết đến với tên Sony Pictures Entertainment (SPE) Visual Works Inc., công ty được thành lập như một liên doanh giữa Sony Pictures Entertainment và Sony Music Entertainment Japan và đổi sang tên mới là Sony Music Entertainment (SME) Visual Works Inc. từ tháng 1 năm 2001 sau khi chuyển thành một công ty con hoàn toàn do Sony Music Entertainment Japan sở hữu. Vào tháng 4 năm 2003, công ty đổi tên một lần nữa thành Aniplex Inc.
Năm 2004, Aniplex thành lập Sugi Label, phụ trách phát hành những tác phẩm của Sugiyama Koichi—nhà soạn nhạc của Dragon Quest, nhưng từ năm 2009 đã được bán cho King Records.
Tháng 3 năm 2005, công ty mở chi nhánh tại Hoa Kỳ dưới tên Aniplex of America (hay Aniplex USA), vào tháng 5 cùng năm tiếp tục thành lập xưởng sản xuất anime cho riêng mình là A-1 Pictures.

## Lĩnh vực chính
Aniplex tham gia chủ yếu vào thị trường bán lẻ, sản xuất đồ chơi, trò chơi, văn phòng phẩm, thực phẩm và các mặt hàng khác ăn theo những nhân vật hoạt hình nổi tiếng. Aniplex cũng tổ chức những sự kiện quảng bá các anime nhượng quyền thương mại của họ. Ví dụ, vào năm 2005 Aniplex đã tổ chức "Hagane no Renkinjutsushi Festival" mà khởi đầu là tour diễn Hagane no Renkinjutsushi tại Universal Studios Japan.

## Sản xuất anime
Aniplex đã tham gia vào quá trình sản xuất của những anime dưới đây:
- 009-1
- A Channel
- Angel Beats!
- Ano Hi Mita Hana no Namae o Bokutachi wa Mada Shiranai
- Aldnoah.Zero
- Arata-naru Sekai
- Baccano!
- Bakemonogatari
- Ōkiku Furikabutte
- Black Butler
- Zetsuen no Tempest
- Bleach
- Tetsuwan Birdy
- Ao no Futsumashi
- Blood: The Last Vampire
- Blood+
- Blood-C
- Celia: Children of Terror
- Charlotte
- City Hunter
- Cyborg Kuro-chan
- Darker than Black
- Darker than Black: Ryūsei no Gemini
- Durarara!!
- Dog Days
- D.Gray-man
- Fate/stay night: Unlimited Blade Works (phim 2010)
- Fate/Zero
- Flag
- Hagane no Renkinjutsushi
- Hagane no Renkinjutsushi: Brotherhood
- Gakuen Alice
- Galilei Donna
- Gallery Fake
- Tenpō Ibun Ayakashi Ayashi
- Gakkō no Kaidan
- Ginban Kaleidoscope
- Gin Tama
- Great Teacher Onizuka
- Guilty Crown
- Guin Saga
- Gurren Lagann
- Harukanaru Toki no Naka de ~Maihitoyo~
- Jigoku Shōjo
- Hidamari Sketch
- Hachimitsu to Clover
- Hotarubi no Mori e
- I'll CKBC
- Idaten Jump
- Inu x Boku SS
- Jagainu-kun
- Ō Dorobō Jing
- Kage Kara Mamoru!
- Kara no Kyōkai
- Kamichu!
- Kannagi
- Katanagatari
- Kiba
- Kikaider-01 - The Animation - Guitar wo Motta Shōnen
- Kill la Kill
- Kimi to Boku
- La Corda D'Oro - Primo Passo
- La Corda D'Oro - Secondo Passo
- Le Portrait de Petit Cossette
- Level E
- Love Lab
- Lovely Complex
- Magi: The Labyrinth of Magic
- Mahō Shōjo Lyrical Nanoha the Movie 1st
- Mahō Shōjo Lyrical Nanoha the Movie 2nd A's
- Mekakucity Actors
- Mezame No Hakobune (aka Open Your Mind)
- Honō no Mirage
- Mitsudomoe
- Naruto
- Naruto Shippuden
- Natsume's Book of Friends
- Nerima Daikon Brothers
- Night Raid 1931[3]
- No. 6
- Seikimatsu Okaruto Gakuin
- Ore no Imōto ga Konna ni Kawaii Wake ga Nai
- Otohime Connection
- Paradise Kiss
- Plastic Memories
- Paprika
- Persona: Trinity Soul
- Persona 4: The Animation
- Popolocrois Monogatari
- Puella Magi Madoka Magica
- R.O.D the TV
- Read or Die
- Rewrite
- Roujin Z
- Rurouni Kenshin
- Rurouni Kenshin: Trust & Betrayal
- Rurouni Kenshin: Reflection
- Sekirei
- Shijō Saikyō no Deshi Kenichi (Kenichi: The Mightiest Disciple)
- Shiki
- Soul Eater
- So Ra No Wo To
- Spiral: Suiri no Kizuna
- Strawberry Panic!
- Star Driver
- Submarine 707R
- Sword Art Online
- Togainu no Chi
- Tekkonkinkreet
- THE iDOLM@STER
- Terra e...
- Tsuritama
- Valkyria Chronicles
- Valvrave the Liberator
- Vampire Knight
- Vampire Knight Guilty
- Hōrō Musuko
- Uchū Shō e Yōkoso
- Working!!
- Yakitate!! Japan
- Xam'd: Lost Memories
- Darwin's Game
- Hello World

## Sản xuất dành cho thiếu nhi
- Parappa the Rapper
- Demashita! Powerpuff Girls Z
- Kyorochan
- Dogtato
- Hare Tokidoki Buta (Chú heo Tokyo)
- Wonder Bebil-kun